# プロファイル湖
プロファイル湖(プロファイルこ、Profile Lake)は、ニューハンプシャー州 ホワイト山地のフランコニアノッチ 、キャノン山の麓にある13-エーカー (53,000 m2) の水域である。この湖は、2003年に崩落した有名な岩の形であるオールド・マン・オブ・ザ・マウンテン(山の老人)の直下にある事から、プロファイル(横顔)湖と命名された。湖はフランコニアノッチの分水界近くにあり、湖の流出口はペミジェワセット川であり、南方でメリマック川に合流し、最終的にはマサチューセッツ州のニューベリーポートで大西洋に流れこむ。
この湖では、カワマスを含む魚類が観察されており、魚の生息する冷水域に分類されている。

## 脚注

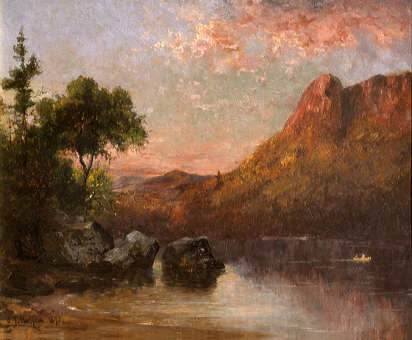
Profile Lake, Evening(夕方のプロファイル湖)
by Sylvester Phelps Hodgdon